# (4623) Образцова
(4623) Образцова (лат. Obraztsova) — типичный астероид главного пояса, открыт 24 октября 1981 года советским астрономом Людмилой Черных в Крымской астрофизической обсерватории и 1 сентября 1993 года назван в честь советской и российской оперной певицы, актрисы и педагога Елены Образцовой.

## Обнаружение и именование
(4623) Образцова
Открыт 24 октября 1981 года в Научном Л. И. Черных.
Назван в честь выдающейся певицы Большого театра в Москве Елены Васильевны Образцовой.
Оригинальный текст (англ.)4623 Obraztsova
Discovered 1981-10-24 by Chernykh, L. I. at Nauchnyj.
Named in honor of Elena Vasil'evna Obraztsova, outstanding singer at the Bolshoi Theatre in Moscow.
Источники: DISCOVERY.DB; M.P.C. 22503.

## Орбита

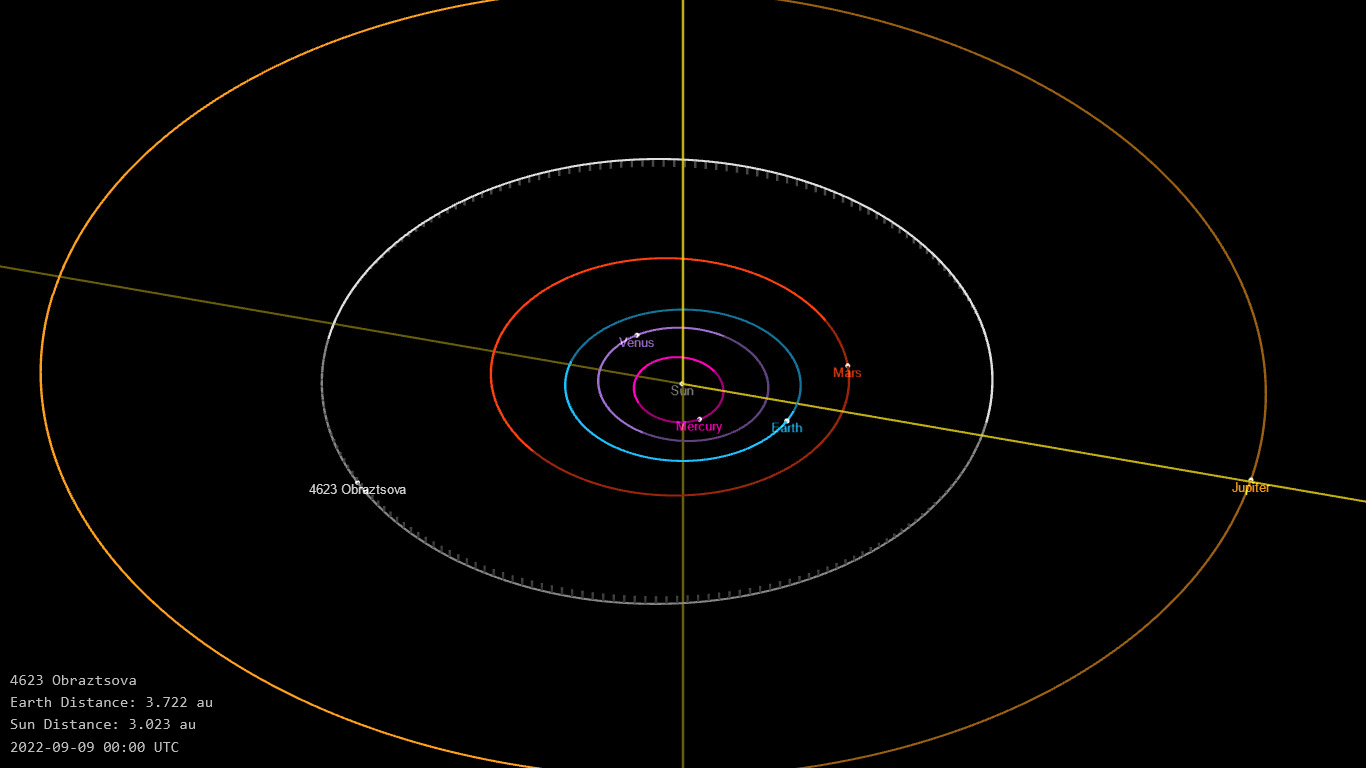
Орбита астероида Образцова и его положение в Солнечной системе

## Физические характеристики
Астероид относится к таксономическому классу S.
По результатам наблюдений системы телескопов панорамного обзора и быстрого реагирования Pan-STARRS и наблюдений системы последнего оповещения о столкновении астероида с Землей Asteroid Terrestrial-impact Last Alert System абсолютная звёздная величина астероида сначала оценивалась равной 12,72±0,29m, позже — 12,29±0,024m и 12,61±0,055m.